# Puerto de Oroel
El puerto de Oroel es un paso de montaña situado en la provincia de Huesca, entre las localidades de Anzánigo y Jaca, aunque el tramo de mayor desnivel se localiza entre Jaca y Bernués. Históricamente estaba surcado por la carretera  N-330  (Alicante a Francia por Zaragoza).